# Гуардіагреле
Гуардіагреле, Ґуардіаґреле (італ. Guardiagrele) — муніципалітет в Італії, у регіоні Абруццо,  провінція К'єті.
Гуардіагреле розташоване на відстані близько 150 км на схід від Рима, 70 км на схід від Л'Аквіли, 18 км на південь від К'єті.
Населення — 9141 особа (2014).

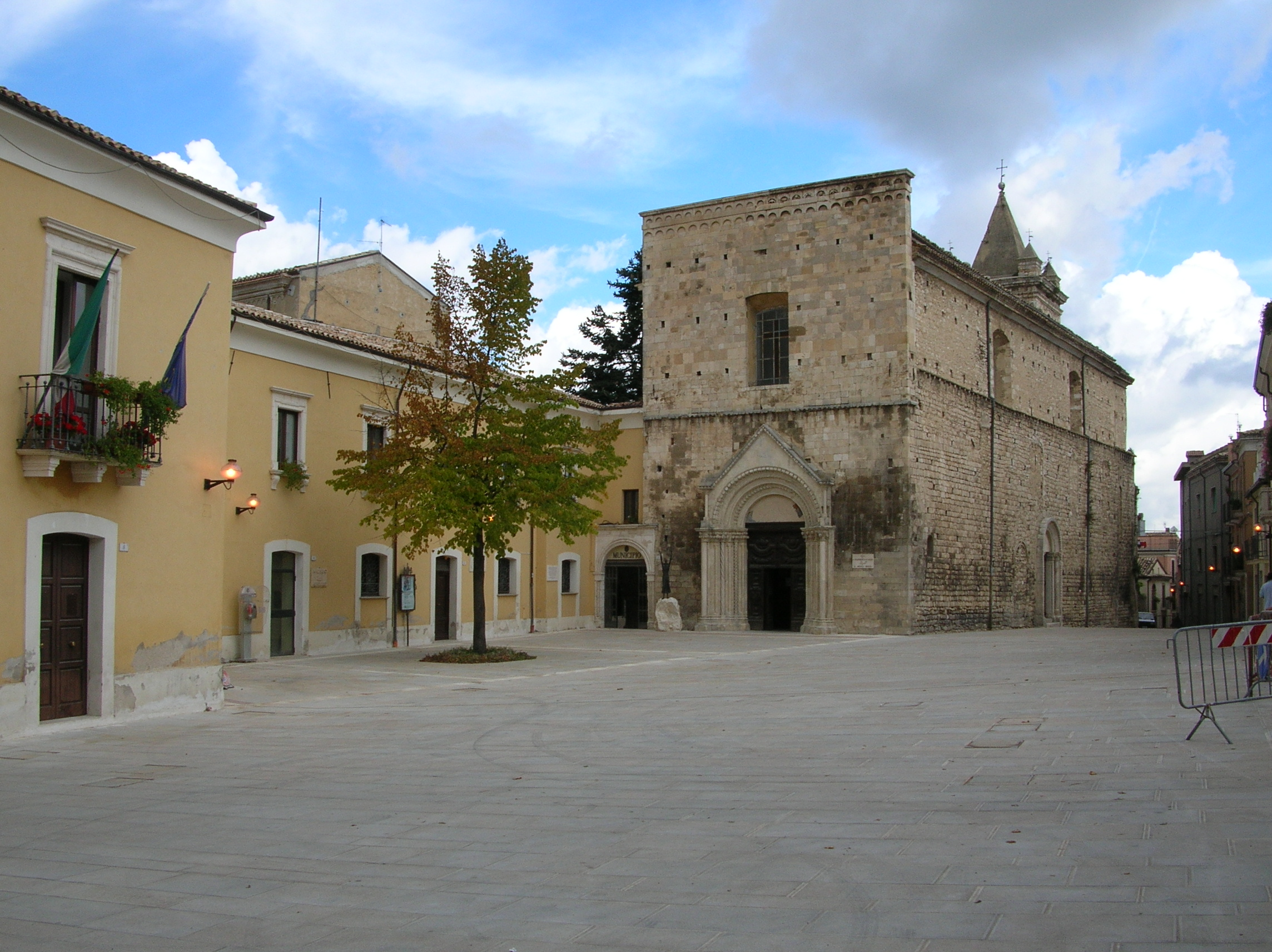

Щорічний фестиваль відбувається 7 серпня. Покровитель — San Donato.

## Демографія
Населення за роками:

Станом на 1 січня 2023 року в муніципалітеті офіційно проживали 534 іноземці з 47 країн, серед них 91 громадянин країн Євросоюзу та 22 громадяни України.

## Уродженці
- Морган Де Санктіс (*1977) — відомий італійський футболіст, воротар.

## Сусідні муніципалітети
- Казолі
- Кастель-Френтано
- Філетто
- Орсонья
- Паломбаро
- Пеннап'єдімонте
- Рапіно
- Сан-Мартіно-сулла-Марручина
- Сант'Еузаніо-дель-Сангро